# São Miguel do Oeste
São Miguel do Oeste es un municipio brasileño del estado de Santa Catarina. Tiene una población estimada al 2022 de 44 330 habitantes. Es el municipio sede de la Región metropolitana del Extremo Oeste.
Es la ciudad más grande del estado de Santa Catarina cerca de la frontera con Argentina, polarizando importantes organismos e instituciones de salud, seguridad y educación. Es muy utilizado como punto de parada de turistas argentinos, paraguayos y chilenos que visitan las playas de Santa Catarina o de brasileños camino a las Cataratas del Iguazú.
São Miguel do Oeste fue fundada en 15 de febrero de 1954. Su población es la gran mayoría gaucha, descendientes de italianos y alemanes. El nombre de la ciudad es una mezcla del nombre de su patrón, San Miguel Arcángel, y el nombre del distrito que llevó a la ciudad, Vila Oeste. 

## Historia
Iniciando su colonización a principios de 1920, la localidad era parte del gran municipio de Chapecó. Sus primeros pobladores fueron colonos de origen italiano y alemán de Río Grande del Sur. Un primer intento de sus pobladores en emancipar la localidad, entonces llamada Monte Castelo, falló en septiembre de 1946.
Se estableció como distrito en 1950, con el nombre de Vila Oeste. Se emancipó el 15 de febrero de 1954, con el nombre de São Miguel do Oeste.

## Turismo
São Miguel do Oeste es un verdadero portal de turismo del Mercosur. La ciudad se utiliza ampliamente como una parada para los turistas Argentinos. Debido a su ubicación, muchos turistas deciden quedarse y pasar sus vacaciones en la región. São Miguel do Oeste cuenta con la mejor infraestructura hotelera, gastronómica, del turismo y de recreación en toda la región.

## Seguridad
São Miguel do Oeste tiene todavía un batallón del Ejército Brasileño, el 14º Regimento de Cavalaria Mecanizado, ubicado en el trébol de acceso de la ciudad. El 14º RC MEC es la seguridad de toda la frontera occidental Catarinense. El Batallón funciona mucho en la formación de los obstáculos a la reducción del tráfico de drogas, y en el control de la entrada de animales de la frontera con la Argentina.